# Kia Picanto (TA)
Kia Picanto (TA) — второе поколение Kia Picanto. Было запущено в продажу весной 2011 года. 
Дизайн был разработан во Франкфурте под руководством Питера Шрайера. У новой модели стали длиннее колёсная база и общая длина. 
Автомобиль комплектовался бензиновыми двигателями внутреннего сгорания G3LA и G4LA. Двигатель G3LA для Европы оснащён ECOdynamics и системой старт-стоп. Также выпускался вариант литрового двигателя G4LA бензин/газ. Существует бразильская версия с многотопливным двигателем, работающем как на бензине, так и на этаноле. 
В 2015 году автомобиль прошёл рестайлинг. 

## Галерея

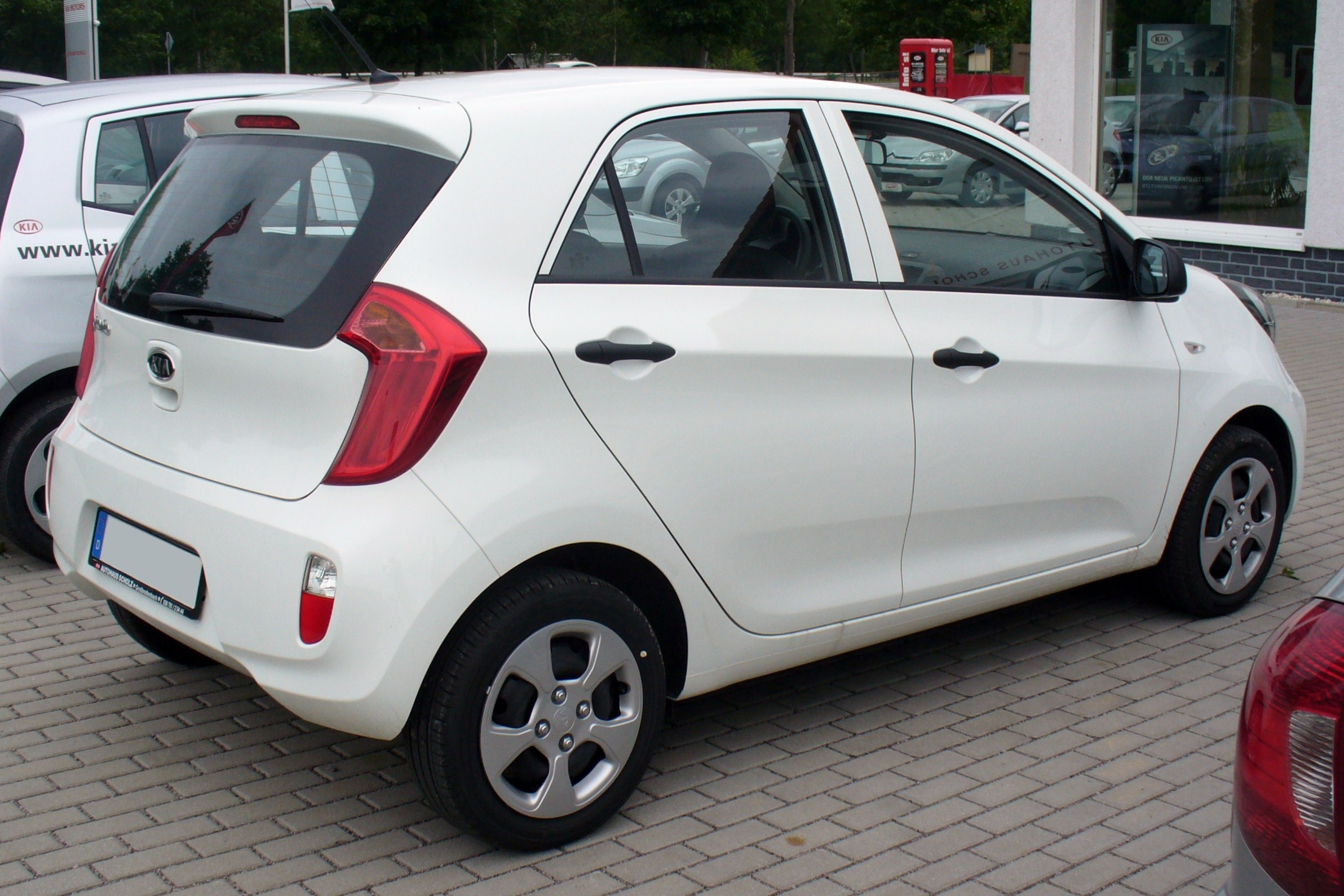
Kia Picanto (TA)
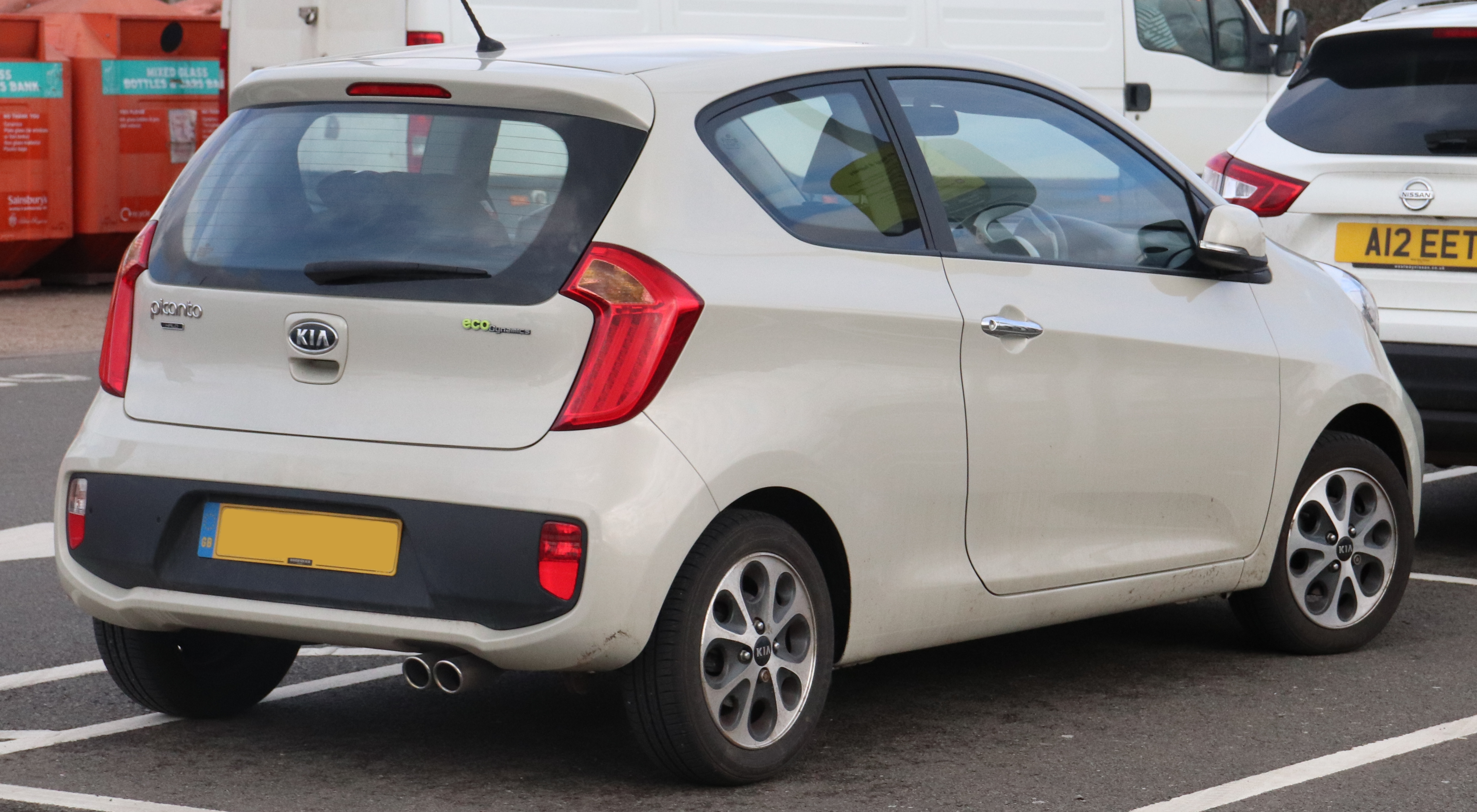
Kia Picanto (TA)
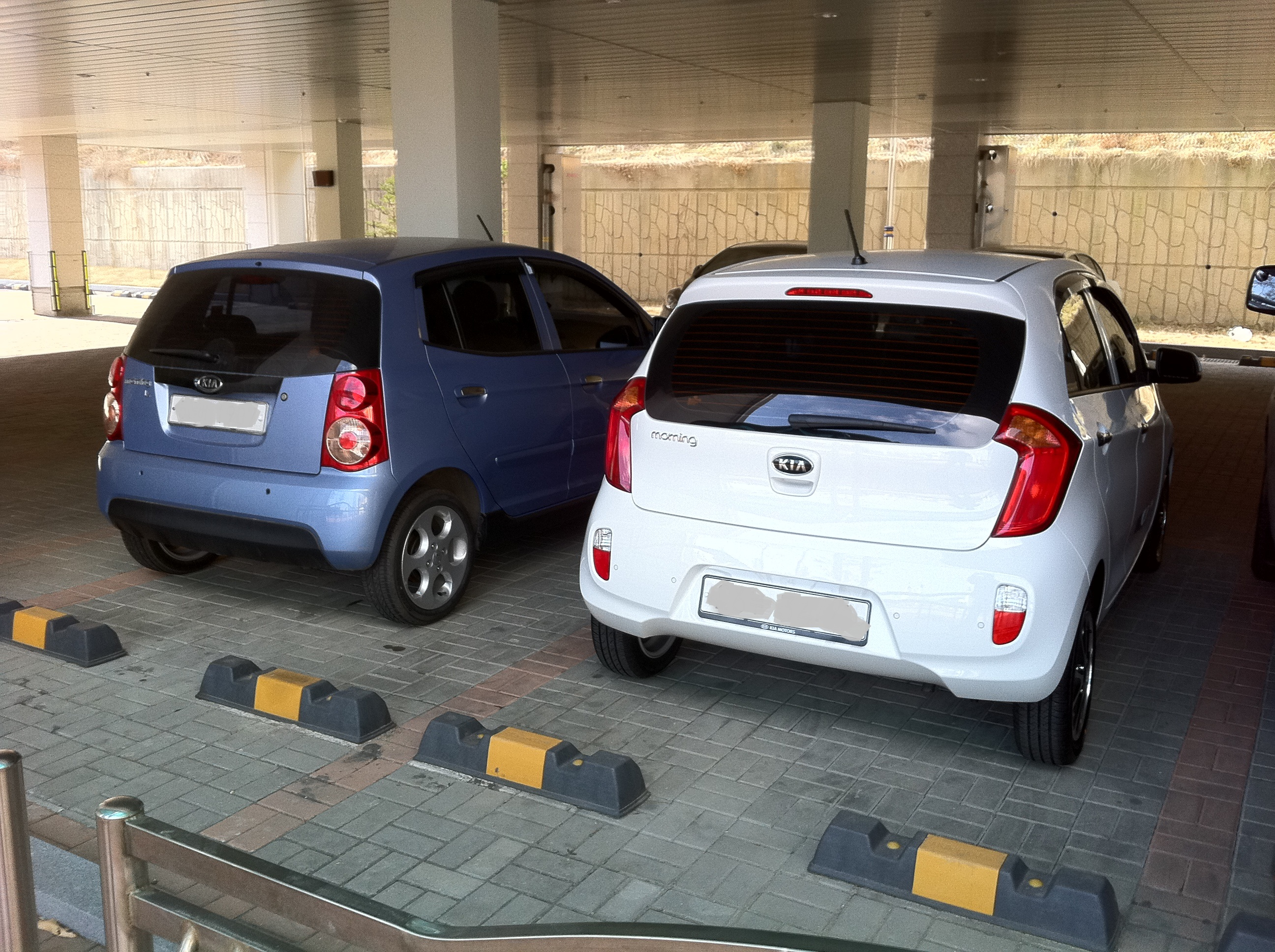
Kia Picanto (TA) рядом с Kia Picanto BA/SA